# Sarah Toscano
Sarah Toscano (Vigevano, Itália; 9 de Janeiro de 2006) é uma cantora e compositora italiana. Em 2024 venceu a vigésima terceira edição do concurso de talentos Amici di Maria De Filippi.

## Biografia

### Infância e primeiros anos
Nascida e criada em Vigevano, na província de Pavia, junto com sua irmã Giulia, empresária à frente de uma empresa que mais tarde se tornou sua gerente, e seu irmão Lorenzo, Sarah Toscano é a terceira filha de Petra Polomsky, uma professora de alemão originária de Stuttgart, Alemanha, e Marco Toscano, empresário do setor de couro. Aos quatro anos começou a estudar piano e nos anos seguintes começou a participar e ganhar concursos internacionais.
Apaixonada por tênis desde criança, em 2015 foi finalista entre os sub-10 do Crevani master, onde no ano seguinte conquistou o campeonato provincial na mesma categoria. Em 2018 participou do campeonato italiano de terceira categoria e dois anos depois disputou a série C feminina, vencendo o campeonato provincial de tênis com o Sporting Club Selva Alta, enquanto em 2021 participou do campeonato de segunda categoria. Frequentou o liceu linguístico Bachelet em Abbiategrasso (MI), interrompendo os estudos no quinto ano para participar na vigésima terceira edição dos Amici di Maria De Filippi.

### 2022: Area Sanremo eRiflesso
Dedicada ao canto e ao karaokê, seu pai decidiu fazê-la ouvir Andrea Dulio, um empresário internacional, que, após apresentá-la ao produtor Pietro Foresti, a levou a um estúdio de gravação, onde a fez gravar suas primeiras músicas. Em 2022 foi selecionada entre as vinte finalistas da vigésima sexta edição do concurso de canto Area Sanremo e apesar de não ter sido selecionada como concorrente do concurso Sanremo Giovani, ganhou a placa dedicada a Vittorio De Scalzi.
Em 21 de outubro de 2022, durante sua participação no Area Sanremo, foi lançado seu primeiro EP, Riflesso, contendo seis faixas e distribuído pelo selo Universal Music Italia, de onde foi lançado seu primeiro single, 9 giugno, em 28 de junho.

### 2023-2024: Vitória noAmici 23eSarah
Em setembro de 2023 participou das audições para a vigésima terceira edição do concurso musical Amici di Maria De Filippi transmitido pelo Canale 5, acessando então a fase inicial. Em março de 2024, ela ganhou acesso à fase noturna do programa ao se juntar à equipe liderada pelos professores Lorella Cuccarini e Emanuel Lo e em maio seguinte chegou à final, saindo como vencedora.
Durante o programa lançou diversas músicas inéditas, entre elas Touché, Viole e violini, Mappamondo, Voilà (versão ao vivo da música homônima da cantora e compositora francesa Barbara Pravi), Sexy magica e L'ultima volta, que posteriormente incluiu todas as seis em seu segundo EP, Sarah, publicado em 17 de maio de 2024 pela gravadora Warner Music Itália, que então estreou na décima segunda posição da parada de álbuns da FIMI. A música Sexy Magica alcançou então a 83ª posição na parada Top Singles, elaborada pela FIMI.

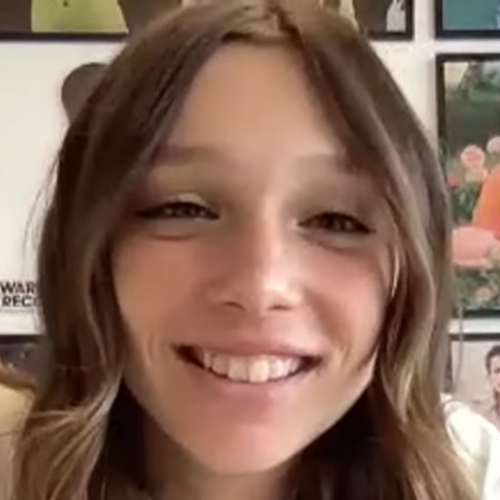
Sarah Toscano entrevistada pela Funweek em junho de 2024

De 15 de junho a 28 de agosto de 2024 , Sarah Live Summer 2024, sua primeira turnê de verão, aconteceu de Roma a Monterosso al Mare (SP). No verão do mesmo ano, ela se apresentou em vários eventos musicais, incluindo Future Hits Live, RDS Summer Festival, TIM Summer Hits, Battiti Live, 105 Summer Festival e Yoga Radio Bruno Estate. Em 16 de julho, ele abriu o show do Black Eyed Peas em Milão. Em 26 de julho, ela lançou o single Roulette, incluído no relançamento digital de seu EP Sarah. Em agosto a Apple Music indicou-a como artista do Up Next Italia, uma iniciativa que visa identificar e promover talentos emergentes, celebrada a 12 de setembro com a atuação no anfiteatro da Piazza del Liberty (MI). Em setembro, ela desfilou pela primeira vez no 81º Festival Internacional de Cinema de Veneza, na Billboard Italia Women in Music no teatro Manzoni e na Milan Fashion Week, ambos em Milão.
Em 29 de setembro de 2024, durante o primeiro episódio da vigésima quarta edição de Amici di Maria De Filippi, ele deu uma prévia de seu novo single Tacchi (fra le dita), lançado no dia 4 de outubro seguinte. Em novembro, ele colaborou com a marca de roupas Horda para lançar seus moletons de inverno exclusivos, com uma citação da música Tacchi (fra le dita) nas costas. No dia 22 de novembro foi lançada sua primeira colaboração internacional na canção Safety Net da cantora e compositora britânica Bea and her Business (versão italiana da canção homônima desta última, lançada em 13 de setembro).

### 2025-presente: Festival de Sanremo 2025

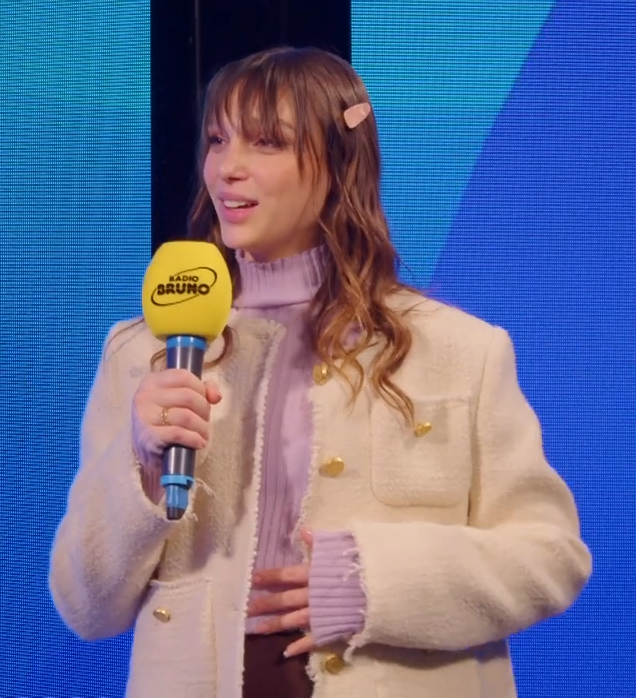
Sarah Toscano entrevistada pela Rádio Bruno em fevereiro de 2025

Em fevereiro de 2025 participou pela primeira vez da competição no 75º Festival de Sanremo com a canção Amarcord, que terminou em décimo sétimo lugar no final do evento. A música então alcançou a posição dezenove na parada Top Singles. No dia 14 de fevereiro, durante a quarta noite dedicada aos covers, ela fez um dueto com a dupla musical francesa Ofenbach cantando a música Overdrive, que ficou em décimo quarto lugar.
Em fevereiro de 2025, ela se tornou o testemunho da marca de moda Ragno e da campanha publicitária Ghd Chronos Max. Em 12 de março, ele abriu o concerto de Ofenbach em Milão. No dia 16 de março, junto com a dançarina Marisol Castellanos, ela retornou ao Amici para apresentar Amici - Verso il serale, um episódio especial no qual ela contou sua experiência no show de talentos aos concorrentes da vigésima quarta edição, que foram promovidos à fase noturna do programa.
Em abril de 2025, a revista Forbes Italia a incluiu entre os italianos com menos de 30 anos que terão o maior impacto no futuro para a categoria de entretenimento. Em 25 de abril, foi lançada sua colaboração no single Perfect, do cantor e compositor Carl Brave, incluída na reedição digital do álbum Notti brave amarcord. Em 1º de maio, os artistas apresentaram a música pela primeira vez ao vivo no Concerto del Primo Maggio, na Piazza San Giovanni in Laterano, em Roma. Em 18 de maio, durante a final da vigésima quarta edição do Amici, ela apresentou uma prévia de seu novo single Taki, lançado em 23 de maio. De 6 de junho a 20 de setembro, acontecerá a turnê Sarah Toscano Summer tour 2025, sua turnê de verão em vinte e quatro datas, de Bolonha a Castelguelfo (BO).

## Estilo e influências musicais
Dedicada à música desde criança, Sarah revelou que se inspirava principalmente no gênero pop internacional e citou diversos artistas, entre eles Ariana Grande, Avril Lavigne, Britney Spears, Demi Lovato, Dua Lipa, Katy Perry, Olivia Rodrigo, Rihanna e Sabrina Carpenter. Ele também citou artistas italianos, incluindo Annalisa, Chiara Galiazzo, Emma, Lucio Dalla, Mina, Tananai e Ultimo. Suas obras são inspiradas nos gêneros pop e dance pop.

## Discografia

### EP
- 2022 – Riflesso
- 2024 – Sarah

### Solteiros
Como artista principal
- 2022 – 9 giugno
- 2023 – Touché
- 2023 – Viole e violini
- 2024 – Mappamondo
- 2024 – Sexy magica
- 2024 – Roulette
- 2024 – Tacchi (fra le dita)
- 2025 – Amarcord
- 2025 – Taki

Como artista convidado
- 2024 – Safety Net (Bea and her Business feat. Sarah Toscano)
- 2025 – Perfect (Carl Brave feat. Sarah Toscano)

## Percorrer
- 2024 – Sarah Live Summer 2024
- 2025 – Sarah Toscano Summer tour 2025

## Programas de TV
- Amici di Maria De Filippi 23 (Canale 5, 2023-2024) - concorrente, vencedor
- Amici - Verso il serale (Canale 5, 2025) - co-apresentadora

## Participação em eventos de canto
- Area Sanremo
  - 2022 – Não selecionado para Sanremo Giovani
- Festival de Sanremo (Rai 1)
  - 2025 – 17º lugar na seção "Campioni" com Amarcord

## Campanhas publicitárias
- Ragno (2025)
- Ghd Chronos Max (2025)

## Prêmios
- Amici di Maria De Filippi
  - 2024 – Vencedora da vigésima terceira edição na categoria "Canto"[104]
- Apple Music
  - 2024 – Inserção no portal de talentos emergentes como artista Up Next Italia[57][58]
- Area Sanremo
  - 2022 – Placa Vittorio De Scalzi[23]
- Forbes Italia
  - 2025 – Incluída entre os italianos com menos de 30 anos com maior impacto no futuro na categoria "Entretenimento"[86][87]